# بلشون القطعان
بلشون القطعان أو بلشون الماشية أو أَبو قِرْدَان أو بلشون البقر (باللاتينية: Bubulcus ibis)، أو ابن الماء هو جنس من البلشونيات (عائلة البلشونية) ذو انتشار عالمي ويعيش في المناطق المدارية وشبه المدارية والمناطق الدافئة ذات المناخ المعتدل. وفقًا لقائمة الطيور الصادرة عن IOC، يتضمن هذا الجنس نوعين: بلشون القطعان الغربي وبلشون القطعان الشرقي [الإنجليزية]، على الرغم من أن بعض المصادر تعتبرهما نوعًا واحدًا. وبالرغم من التشابه في الريش مع بلشونات جنس إجريتا، إلا أن بلشون القطعان يرتبط بشكل أوثق ببلشونات جنس أرديا. وعلى الرغم من أن موطنه الأصلي كان في أجزاء من آسيا وأفريقيا وأوروبا، فقد شهد هذا الطائر توسعًا سريعًا في نطاق انتشاره واستطاع الإستعمار (علم الأحياء) [الإنجليزية] جزء كبير من بقية أنحاء العالم خلال القرن الماضي.
تُعد طيورًا بيضاء مزينةً بريشات بلون البني الفاتح خلال موسم التكاثر. وتبني أعشاشها في مستعمرات، عادةً بالقرب من المسطحات المائية وغالبًا مع طيور الطائر المائي الأمريكي [الإنجليزية] الأخرى. ويكون عش الطائر [الإنجليزية] عبارة عن منصة من العصي فوق الأشجار أو الشجيرات. ويستغل بلشون القطعان البيئات الجافة والمفتوحة أكثر من غيره من أنواع البلشون. وتشمل موائل تغذيته الأراضي العشبية التي تغمرها المياه موسميًا، والمراعي، والأراضي الزراعية، والمناطق الرطبة، وحقول الأرز. وغالبًا ما يرافق القطعان أو الثدييات الكبيرة الأخرى، حيث يصطاد الحشرات والفرائس الصغيرة الفقارية التي تحركها هذه الحيوانات. وتُعد بعض التجمعات مهاجرة بينما يظهر البعض الآخر تشتتًا بعد فترة التكاثر.
يواجه بلشون القطعان البالغ عددًا قليلاً من المفترسات، إلا أن الطيور أو الثدييات قد تهاجم أعشاشه، وقد يفقد الفراخ بسبب الجوع أو نقص الكالسيوم أو الإزعاج من الطيور الكبيرة الأخرى. ويحافظ هذا الجنس على علاقة خاصة مع الماشية، تمتد إلى الثدييات الكبيرة الأخرى التي ترعى؛ ويُعتقد أن الزراعة البشرية على نطاق واسع كانت سببًا رئيسيًا في توسع نطاقها المفاجئ. ويقوم بلشون الماشية بإزالة القراد والذباب من الماشية ويتغذى عليها. وهذا يعود بالنفع على الكائنين، ولكنه ارتبط أيضًا بانتشار الأمراض الحيوانية المنقولة بالقراد.

## روابط خارجية
- تحديد العمر والجنس (PDF) بواسطة خافيير بلاسكو-زوميتا و جيرد-ميشيل هاينز
- مالك الحزين - مشروع أطلس الطيور في جنوب إفريقيا [الإنجليزية]
- معرض الصور عن بلشون القطعان على فيريو (جامعة دركسل)